# Kroktjärnen (Lycksele socken, Lappland, 718130-164842)
Kroktjärnen är en sjö i Lycksele kommun i Lappland och ingår i Umeälvens huvudavrinningsområde.